# Bisdom Concordia-Pordenone
Het bisdom Concordia-Pordenone (Latijn: Dioecesis Concordiensis-Portus Naonis, Italiaans: Diocesi di Concordia-Pordenone) is een in Italië gelegen rooms-katholiek bisdom met zetel in de stad Pordenone. Het bisdom behoort tot de kerkprovincie Venetië en is samen met de bisdommen Adria-Rovigo, Belluno-Feltre, Chioggia, Padua, Treviso, Vicenza en Vittorio Veneto suffragaan aan het patriarchaat Venetië.

## Geschiedenis
Het bisdom Concordia werd opgericht in de 4e eeuw. Op 12 januari 1971 werd de naam van het bisdom veranderd in Concordia-Pordenone. De kathedraal van het bisdom bevindt zich in Concordia Sagittaria.

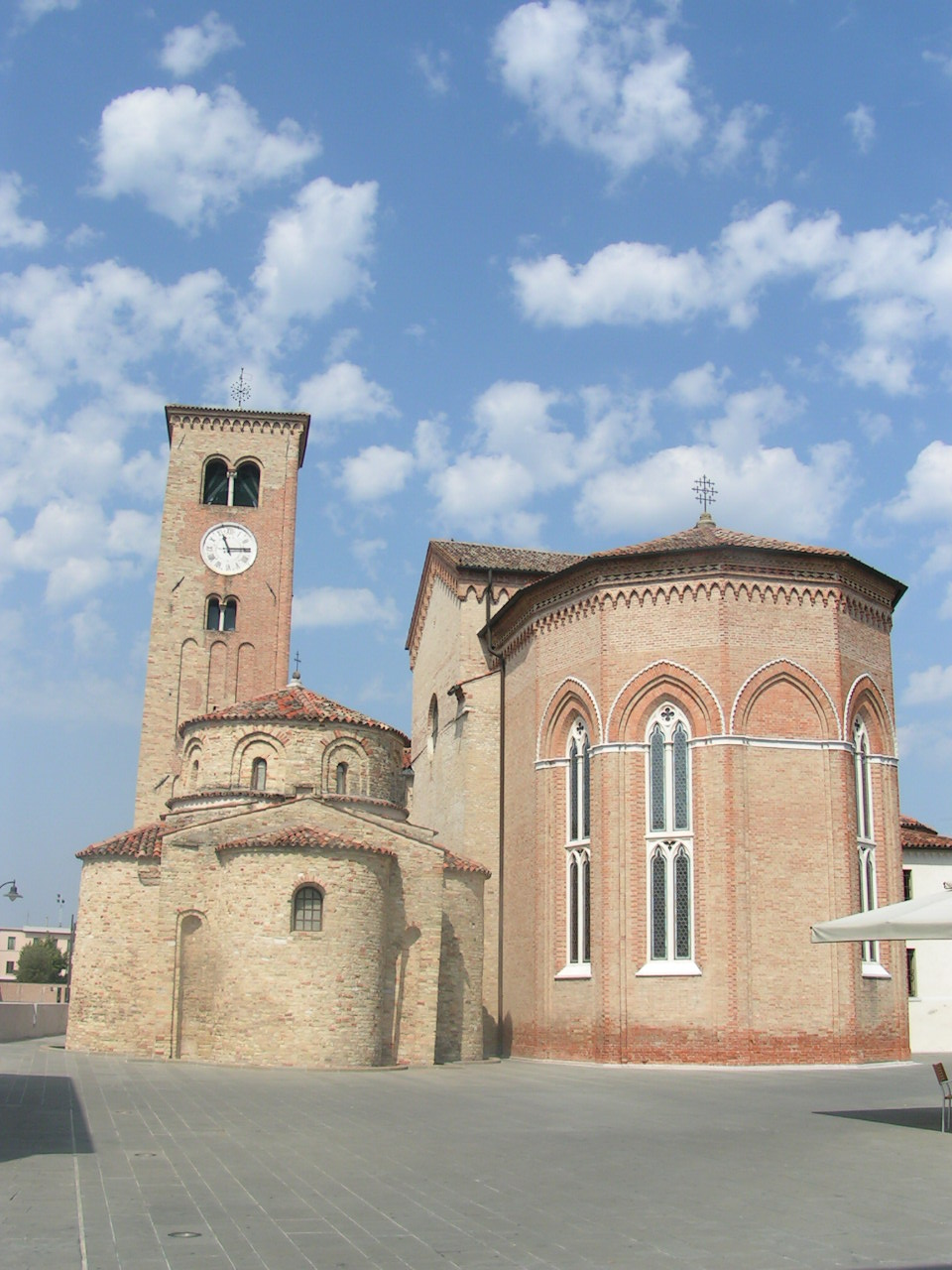
Kathedraal van Concordia-Pordenone
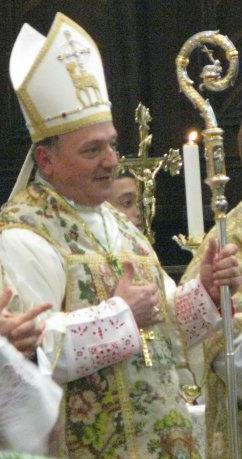
Bisschop Giuseppe Pellegrini